# Captura de Korytsa
La captura de Korytsa o Korca por las fuerzas armadas griegas se llevó a cabo el 20 de diciembre de 1912, en la Primera Guerra de los Balcanes.

## Reconquista
La guerra de los Balcanes, fue un conflicto entre países de los Balcanes y el Imperio otomano que empezó en julio de 1912. Mientras que los aliados balcánicos obtuvieron la victoria, el ejército griego de Salónica continuaba la marcha en dirección noroeste, a Kastoria y Korytsa.
El frente del Epiro seguía activo y las fuerzas otomanas, a las órdenes de Djavid Pasha, desplegaron 24 000 soldados en Korytsa con el fin de proteger el noreste de Ioannina, centro urbano de la región de Epiro. El 20 de diciembre de 1912, tres días después de que se hubieran iniciado las negociaciones de paz, las fuerzas griegas expulsaron a las otomanas de Korytsa.
Esto supuso un avance significativo a las fuerzas griegas, además del control de toda la zona e Ioannina, lo que se completó con la batalla de Bizani en marzo de 1913.